# Петрова, Мария Игоревна
Мари́я И́горевна Петро́ва (род. 29 ноября 1977, Ленинград) — российская фигуристка, выступавшая в парном катании с Алексеем Тихоновым. Они — чемпионы мира (2000 год), двукратные чемпионы Европы (1999, 2000), чемпионы России (2006 год). В 2007 году завершила профессиональную спортивную карьеру. Заслуженный мастер спорта России.

## Биография
В возрасте семи лет впервые попала на ледовую площадку. Быстро научилась уверенно держаться на коньках и освоила одинарные прыжки. Через пару месяцев тренер Юрий Яковлев перевёл Петрову в группу для занятий фигурным катанием Елене Тузовой. Позднее тренером стала Нонна Пирогова.
В 15 лет в паре с Антоном Сихарулидзе завоевала серебряную медаль чемпионата мира среди юниоров (1993). Два следующих чемпионата фигуристы выиграли. После решения Сихарулидзе о смене партнёрши, тренер Людмила Великова и предложила Петровой стать в пару с Алексеем Тихоновым. После месяца тренировок Тихонов прекратил тренировки и вернулся к участию в ледовом шоу. Новым партнёром Петровой стал Теймураз Пулин. Пара прокаталась два сезона. Спортсмены завоевали серебряные медали чемпионата мира среди юниоров и зимней Универсиады в Южной Корее.
Летом 1998 года Тихонов предложил Петровой снова встать в пару. Уже через четыре месяца фигуристы выиграли этап Гран-при в Германии, в финале серии Гран-при заняли третье место. В этом же сезоне выиграли чемпионат Европы.
В сезоне 1999—2000 фигуристы стали чемпионами мира и Европы, в 2006 году — чемпионами России, в 2002 и 2006 годах принимали участие в зимних Олимпийских играх, с шестым и пятым результатом соответственно.
После участия в чемпионате мира 2006 года фигуристы заявили об уходе, однако по просьбе Федерации фигурного катания приняли решение остаться ещё на сезон. В последний год фигуристы совмещали соревнования с участием в шоу «Звезды на льду». На последнем в карьере чемпионате мира в Токио спортсмены заняли в короткой программе лишь одиннадцатое место и не участвовали в произвольной из-за травмы партнёра. После возвращения из Токио пара объявила об окончательном уходе из спорта.

## После спорта
Участвовала в проектах Первого канала:
- «Звёзды на льду» (в паре с музыкантом Игорем Бутманом)[2],
- «Ледниковый период» (в паре с шоуменом Михаилом Галустяном)[2],
- «Ледниковый период-2» (с боксёром Костей Цзю)[2],
- «Ледниковый период-4» (с дрессировщиком Аскольдом Запашным)[2]
- «Ледниковый период-5» (с телеведущим Максимом Шарафутдиновым (до 2-го этапа) / с актёром театра и кино Валерием Николаевым (с 5-го этапа))[5]
- «Ледниковый период-6» (с певцом Алексеем Серовым)[6]
- «Ледниковый период-7» (с футболистом Дмитрием Сычёвым)[7]

Сыграла фигуристку в сериале «Морские дьяволы. Смерч-3.»

## Личная жизнь
1 февраля 2010 года родила дочь Полину от своего мужа и партнёра Алексея Тихонова.

## Спортивные результаты
(с А. Тихоновым)
| Соревнования/Сезон                         | 1998—99 | 1999—00 | 2000—01 | 2001—02 | 2002—03 | 2003—04 | 2004—05 | 2005—06 | 2006—07 |
| Зимние Олимпийские игры                    |         |         |         | 6       |         |         |         | 5       |         |
| Чемпионаты мира                            | 4       | 1       | 4       | 4       | 3       | 4       | 2       | 3       | WD      |
| Чемпионаты Европы                          | 1       | 1       | 4       | 3       | 3       | 2       | 3       | 3       | 2       |
| Чемпионаты России                          | 2       | 2       | 2       | 3       | 2       | 2       | 2       | 1       |         |
| Финалы серии Гран-При                      | 3       | 4       | 5       | 5       | 3       | 3       | 2       | 4       | 6       |
| Этапы серии Гран-При: Skate America        |         |         |         |         |         | 2       |         |         |         |
| Этапы серии Гран-При: Skate Canada Int.    | 2       |         | 3       |         |         |         |         | 2       |         |
| Этапы серии Гран-При: Bofrost Cup on Ice   | 1       | 1       | 2       | 3       | 4       |         |         |         |         |
| Этапы серии Гран-При: Cup of China         |         |         |         |         |         | 3       |         | 1       |         |
| Этапы серии Гран-При: Trophee Eric Bompard |         |         |         |         |         |         | 2       |         | 1       |
| Этапы серии Гран-При: Cup of Russia        |         | 1       |         | 2       | 2       |         |         |         | 2       |
| Этапы серии Гран-При: NHK Trophy           | 5       | 1       | 3       |         | 4       | 1       | 1       |         |         |

- WD = снялись с соревнований;

(с Т. Пулиным)
| Соревнования/Сезон            | 1996—97 | 1997—98 |
| ----------------------------- | ------- | ------- |
| Чемпионаты мира среди юниоров | 2       |         |
| Чемпионаты России             | 5       | 6       |
| NHK Trophy                    |         | 5       |
| Nations Cup                   |         | 6       |
| Blue Swords                   | 1       |         |
| Зимние Универсиады            | 2       |         |

(с А.Сихарулидзе)
| Соревнования/Сезон            | 1992—93 | 1993—94 | 1994—95 | 1995—96 |
| ----------------------------- | ------- | ------- | ------- | ------- |
| Чемпионаты мира               |         | 8       | 6       |         |
| Чемпионаты Европы             |         |         | 6       | 5       |
| Чемпионаты мира среди юниоров | 2       | 1       | 1       |         |
| Чемпионаты России             |         | 6       | 2       | 4       |
| Trophée Lalique               |         |         |         | 5       |
| Skate Canada                  |         |         |         | 2       |
| NHK Trophy                    |         |         | 7       |         |
| Игры доброй воли              |         | 7       |         |         |